# Gong.bg
Gong.bg е български спортен уебсайт, част от групата на Нетинфо. В сайта присъстват теми от света на спорта – български и световен футбол, коментари и анализи, турнири, срещи, фотогалерии и видео. Също така тенис, волейбол, баскетбол, моторни и зимни спортове.
Историята на Gong.bg започва със създаването на Спортно шоу Гонг по „Дарик радио“ през 1993 година. Негов създател е Томислав Русев, който заедно с Ники Александров поставя началото и на уебсайта Gong.bg през 2007 година. През годините двамата продължават да част от Gong.bg. През 2014 г. сайтът изцяло обновява визията и функционалностите си.

## Награди
През 2009 година Gong.bg получава признанието на публиката на десетото юбилейно издание на конкурса БГ Сайт в категория „Медии“.
Специализираният сайт на Гонг за Европейското първенство по футбол 2012 euro2012.gong.bg печели наградата за най-добър на Българските награди за Уеб 2012, категория Медийни награди – Спорт.

## Критики и противоречия сКирил Домусчиев
На 27 май 2019 г. главният редактор на сайта Николай Александров, напуска недоволен от политиката, която прокарва новият собственик на групата Нетинфо Кирил Домусчиев. Съпричастни с него напускат и други известни журналисти като Томислав Русев и Валентин Грънчаров.

## Посещаемост
Глобалният брояч alexa.com в първата работна седмица на 2017 г. класира Gong.bg в топ 10 по посещаемост сред информационните сайтове в българското Интернет пространство.